# You're Gonna Miss Me (singolo)
You're Gonna Miss Me è un brano musicale del gruppo rock psichedelico statunitense 13th Floor Elevators, incluso nell'album The Psychedelic Sounds of the 13th Floor Elevators del 1966, e pubblicato come singolo estratto da esso nel medesimo anno. 

## Il brano
Scritto nel 1965 da Roky Erickson per gli Spades (che sarebbero poi evoluti nei 13th Floor Elevators), il brano viene considerato un classico del genere garage rock, anche grazie alla sua inclusione nella celebre antologia Nuggets: Original Artyfacts from the First Psychedelic Era del 1972.
La canzone arrivò alla posizione numero 55 della classifica Billboard Hot 100 negli Stati Uniti, rivelandosi il maggior successo commerciale della band.
Inoltre, sempre nel '66 si classificò nella Top 50 di Cash Box e venne eseguita in tv dalla band nel corso della trasmissione American Bandstand, dove il presentatore Dick Clark chiese a Tommy Hall chi fosse la "mente" del gruppo, ed egli rispose: «Beh, siamo tutti la mente!»
Il brano è stato inserito nella colonna sonora del film Alta fedeltà (basato sul romanzo di Nick Hornby).

## Tracce singolo
IA-107
1. You're Gonna Miss Me (Roky Erickson) - 2:24
2. Tried to Hide (S. Sutherland, T. Hall) - 2:15

## Formazione
- Roky Erickson: voce, chitarra ritmica
- Stacy Sutherland: chitarra solista
- Tommy Hall: jug amplificato (strumento orientale a forma di bottiglione in cui soffiare)
- Benny Thurman: basso
- John Ike Walton: batteria, percussioni